# Phradis mesopleurator
Phradis mesopleurator är en stekelart som beskrevs av Andrey Ivanovich Khalaim 2007. Phradis mesopleurator ingår i släktet Phradis och familjen brokparasitsteklar. Inga underarter finns listade i Catalogue of Life.